# Rinchen Öser
Rinchen Öser  (1453-1540) was een Tibetaans geestelijke.
Hij was de veertiende Ganden tripa van 1522 tot 1528 en daarmee de hoofdabt van het klooster Ganden en hoogste geestelijke van de gelugtraditie in het Tibetaans boeddhisme.
Rinchen Öser werd geboren in 1453 in Tolung Da in U (Tibet). Op jonge leeftijd ging hij naar het Drepungklooster in Lhasa en legde de novietengelofte af bij Choje Rinchen Jangchub. 
Rinchen Öser begon in Drepung met de voor het kloosterleven benodigde basisopleiding, leerde lezen en schrijven en uit het hoofd opzeggen van dagelijkse gebeden en basis-verzen uit belangrijke filosofische teksten. Daarna studeerde hij met name sutra onder leiding van uitstekende leermeesters als de 10e Ganden tripa Yeshe Tsangpo (1415-1498). Leraar Tsultrim Tsangpo van het Tantrisch college begeleidde hem bij zijn voortgezette studie in tantra, geleidelijk werd hij een erkend geleerde in zowel sutra als tantra.
Rinchen Öser legde de volledige monnikgelofte af bij Drung Tsimchenpa in Nyiding. In 1498, op de leeftijd van 46 jaar, werd hij benoemd tot leermeester aan het Tantrisch College. In 1508 ging hij naar het Jangtse-college van het Gandenklooster waar hij een artikel schreef met de titel "Een Licht op de Chronologie", een werk dat een chronologische tabel van Boeddhistische geleerden bevat.
Rinchen Öser werd in 1522 op de leeftijd van 70 jaar benoemd tot de 14e Ganden tripa. Hij bekleedde dit ambt gedurende zeven jaar, tijdens welke periode hij de gebruikelijke taken uitvoerde en lesgaf in sutra en tantra. Ook liet hij een beeld in bladgoud maken van Amitabha.
Trichen Rinchen Öser had een groot aantal volgelingen, waaronder Chökyong Gyatso.
Trichen Rinchen Öser legde in 1529 zijn ambt neer toen hij 77 jaar oud was. Daarna hield hij zich bezig met zijn persoonlijke dharmapraktijken. Hij overleed in 1540 op de leeftijd van 88 jaar.